# Carnotaurins
Els carnotaurins (Carnotaurinae) constitueixen una subfamília de la família de dinosaures teròpodes abelisàurids. Inclou els dinosaures Aucasaurus (de l'Argentina), Carnotaurus (de l'Argentina), Majungasaurus (de Madagascar), i Rajasaurus (de l'Índia). Aquest grup fou proposat per primera vegada pel paleontòleg americà Paul Sereno l'any 1998, definit com un clade que conté tots els abelisàurids més estretament emparentats amb el carnotaure que amb l'abelisaure.

## Filogènia
L'any 2008, Canale et al. van publicar una anàlisi filogenètica centrada en els carnotaurins d'Amèrica del Sud. En els seus resultats, van trobar que totes les formes sud-americanes (incloent Ilokelesia) s'agrupaven plegades en un subclade de carnotaurins, que van anomenar 'Brachyrostra, que vol dir "musells curts". Van definir el clade Brachyrostra com "tots els abelisàurids més estretament emparentats amb Carnotaurus sastrei que amb Majungasaurus crenatissimus."
|  | Carnotaurus |
|  |             |
|  | Aucasaurus  |
|  |             |

|  | Ilokelesia                                                          |
|  |                                                                     |
|  | \| \| Skorpiovenator \| \| \| \| \| \| Ekrixinatosaurus \| \| \| \| |
|  |                                                                     |
|  | Skorpiovenator                                                      |
|  |                                                                     |
|  | Ekrixinatosaurus                                                    |
|  |                                                                     |

|  | Skorpiovenator   |
|  |                  |
|  | Ekrixinatosaurus |
|  |                  |

|  | Carnotaurus |
|  |             |
|  | Aucasaurus  |
|  |             |

|  | Ilokelesia                                                          |
|  |                                                                     |
|  | \| \| Skorpiovenator \| \| \| \| \| \| Ekrixinatosaurus \| \| \| \| |
|  |                                                                     |
|  | Skorpiovenator                                                      |
|  |                                                                     |
|  | Ekrixinatosaurus                                                    |
|  |                                                                     |

|  | Skorpiovenator   |
|  |                  |
|  | Ekrixinatosaurus |
|  |                  |

|  | Carnotaurus |
|  |             |
|  | Aucasaurus  |
|  |             |

|  | Ilokelesia                                                          |
|  |                                                                     |
|  | \| \| Skorpiovenator \| \| \| \| \| \| Ekrixinatosaurus \| \| \| \| |
|  |                                                                     |
|  | Skorpiovenator                                                      |
|  |                                                                     |
|  | Ekrixinatosaurus                                                    |
|  |                                                                     |

|  | Skorpiovenator   |
|  |                  |
|  | Ekrixinatosaurus |
|  |                  |

|  | Carnotaurus |
|  |             |
|  | Aucasaurus  |
|  |             |

|  | Ilokelesia                                                          |
|  |                                                                     |
|  | \| \| Skorpiovenator \| \| \| \| \| \| Ekrixinatosaurus \| \| \| \| |
|  |                                                                     |
|  | Skorpiovenator                                                      |
|  |                                                                     |
|  | Ekrixinatosaurus                                                    |
|  |                                                                     |

|  | Skorpiovenator   |
|  |                  |
|  | Ekrixinatosaurus |
|  |                  |